# Wilder Hafen Ehe
Wilder Hafen Ehe ist ein deutscher Fernsehfilm aus dem Jahr 2001, der am 23. September 2001 im ZDF zum ersten Mal gezeigt wurde. Er ist eine Produktion der Objectiv Film (Katharina M. Trebitsch) im Auftrag des ZDF.

## Handlung
Es ist der 18. Hochzeitstag von Harry und Tamara. Morgens im Bett hören sie gemeinsam im Radio den Wunschtitel How Deep Is Your Love von Harry für Tamara. Danach packen sie Geschenkpakete aus. Tamara stellt fest, dass Harry ihr die gleiche Videokamera geschenkt hat, wie er sie von ihr gewünscht und bekommen hat. Der Hase der kleinen Tochter bricht aus und Harry fängt ihn auf der Straße. Ein Auto muss ausweichen und fährt in ein anderes. Harry arbeitet bei der „PLUS-Bank“, wohin er heute seinen Sohn Elian mitnimmt, der dort ein Praktikum beginnt. Elian schmeißt nach ein paar Minuten hin, eigentlich schwebt ihm eine Schauspielkarriere vor. Unabhängig davon wird Harry entlassen, was er Tamara verschweigt. Nach einigen Wochen wird es finanziell knapp. Harry nimmt das Angebot seines besten Freundes Kai Hahn, eines Piloten und Junggesellen, an, mit seiner Familie bei ihm unterzukommen. Als er mit ihm zusammen Einkaufen fährt, verhindert der charmante Kai, dass die Politesse Swantje ihm ein Knöllchen verpasst, indem er ihr erzählt, dass Harry ein Pilot in Eile sei, der nur Milch zu einem Kaffee holte. Swantje steht sehr auf Uniformen und zerknüllt den Strafzettel. Sie hat großes Interesse an dem angeblichen Piloten und schlägt einen gemeinsamen Flug nach Rom vor, als sie sich zufällig wieder begegnen. Harry ist begeistert und sieht es als Gelegenheit, Bestätigung als Mann zu gewinnen und in Beruf und Ehe wieder auf die Beine zu kommen. Er leiht sich Uniform und Freiflugkarten von Kai und stürzt sich in das Abenteuer. Tamara erzählt er, er mache eine „Wochenendtherapie für Leute mit angeknackstem Selbstbewusstsein“. In Rom fliegt der falsche Pilot auf, als er gerade ein Kondom gekauft hat. Swantje verliert sofort jegliches Interesse, Harry lernt am nächsten Tag Sabine kennen und begleitet sie in ihr Hotelzimmer. Als sie ins Bett fallen, stoppt er und sagt: „Ich kann es nicht.“
Elian arbeitet als Kellner, um seinen Berufswunsch zu finanzieren. Tamara findet Kai immer mehr sympathisch und sie haben Sex. Der zurückgekehrte Harry gesteht seiner Frau seine falsche Therapie, dass er fremdgehen wollte, aber nicht konnte. Nun hat er neue Pläne mit einer Selbstständigkeit, bekommt von seiner ehemaligen Bank einen Kredit und sucht eine neue Wohnung, als er von Elian von Tamaras Affäre erfährt. Im Affekt schlägt er Kai ins Gesicht. Harry und Tamara sprechen sich aus.
Der Film endet mit dem 19. Hochzeitstag von Harry und Tamara in der neuen Wohnung. Morgens im Bett hören sie gemeinsam im Radio den Wunschtitel How Deep Is Your Love von Tamara für Harry und packen Geschenke aus, die wieder identisch ausgefallen sind. Der Hase der kleinen Valentina bricht erneut aus.

## Kritik
TV Spielfilm urteilte: „Schön, dass der Familienfilm das ernste Thema Arbeitslosigkeit aufgreift. Schade, dass lahme Regie und papierene Dialoge die guten Ansätze platt machen.“